# مارک پرپچکو
مارک پرپچکو (لهستانی: Marek Perepeczko؛ ‏ ۳ آوریل ۱۹۴۲ – ۱۷ نوامبر ۲۰۰۵) بازیگر و کارگردان نمایش اهل لهستان بود.
از فیلم‌ها یا برنامه‌های تلویزیونی که وی در آن نقش داشته‌است، می‌توان به سارا، یانوشیک، ماجراهای میخاو، کوه‌ها در تاریکی، حوزه استحفاظی ۱۳، حوزه استحفاظی ۱۳، قسمت دوم، پان تادئوش، پیلاطس و دیگران، چوب غوشه، سرهنگ وُوُدیوفسکی، آنگاه سکوت فرا خواهد رسید، فندق‌شکن و عروسی اشاره کرد.